# Barbara Egli
Barbara Egli (* 19. Mai 1918 in Wila, Kanton Zürich; † 10. April 2005 in Zürich) war eine Schweizer Schriftstellerin. Sie schrieb Erzählungen, Gedichte, Berichte und Essays auf Zürichdeutsch und Standarddeutsch.

## Leben
Barbara Egli kam als Tochter des Wirteehepaars Hermann Egli und Anna Hedwig Egli-Rampe im Tösstal zur Welt. Sie besuchte das Lehrerinnenseminar und wurde zur Primarlehrerin ausgebildet. 1939 verehelichte sie sich mit dem Geographen Emil Egli. Danach lebte sie als Hausfrau und Schriftstellerin in Zürich. Bekannt wurde sie mit ihren in der Zürcheroberländer Mundart verfassten Kurzgeschichten und Lyrik, die «fern von jeder Heimattümelei» sind, und ihren biographischen Berichten.

## Werke
Mundart
- Himel und Höll und Hüpfistäi. (Erzählungen und Gedichte), 1976.
- Byswindharfe. Gedichte und Erzählungen. (Erzählungen und Gedichte), 1978.
- Wildi Chriesi. Lyrik und Prosa in Zürcher Oberländer Mundart. 1980.
- Säiltänzler. Lyrik und Prosa in Zürcher Oberländer Mundart. 1982.
- Uuströimt. Lyrik und Prosa in Zürcher Oberländer Mundart. 1984.
- Gfunde, gstole, pättlet, gchauft. Is Läben iegloset. (Berichte, Essays, Gedankensplitter aus den Jahren 1980–1984), 1994.

Standarddeutsch
- Es geschah ganz leise. (Erzählung), 1985.
- Die bösen Mimosen. Eine Kindheit. (autobiographischer Bericht), 1986.
- Schattenhalb die Wälder. (Erzählung), 1988.
- Verschwiegenes Land. Zwei Erzählungen. 1992.
- Cordelia mit Handicap. Tagebuchaufzeichnungen im Leben meiner behinderten Tochter. 1995.

## Auszeichnungen
- 1978: Anerkennungsgabe der Stadt Zürich
- 1984: Auszeichnung des Kantons Zürich
- 1988: Auszeichnung des Bundesamts für Kultur